# Cookley (Worcestershire)
Cookley – wieś w Anglii, w hrabstwie Worcestershire, w dystrykcie Wyre Forest. Leży 26 km na północ od miasta Worcester i 177 km na północny zachód od Londynu. W 1870-72 miejscowość liczyła 1454 mieszkańców.